# Richmond (KwaZulu-Natal)
Richmond ist eine Stadt in der südafrikanischen Provinz KwaZulu-Natal. Sie befindet sich in der gleichnamigen Lokalgemeinde im Distrikt uMgungundlovu. Richmond hat etwa 3349 Einwohner (Stand: 2011; Volkszählung).
Die Stadt wurde 1850 gegründet, als die Byrne-Siedler von den Britischen Inseln hier ankamen. Die Siedler hatten einen ziemlich schweren Anfang, da ihr Schiff gesunken war und sie dadurch den Verlust eines Großteils ihres Hab und Guts erlitten.

## Geografie
Richmond liegt auf einer Höhe von 924 Metern über dem Meeresspiegel am Mkomazi River in den KwaZulu-Natal Midlands.
Die durchschnittliche Niederschlagsmenge in Richmond beträgt 852 Millimeter. Der meiste Niederschlag fällt im Sommer (Oktober bis März). Die geringste Niederschlagsmenge gibt es mit 8 Millimeter im Juni. Der meiste Niederschlag fällt im Januar (135 Millimeter). Die durchschnittliche Höchsttemperatur in Richmond variiert von 19,4 °C im Juni bis zu 26 °C im Januar. Der kälteste Monat ist der Juli. Hier liegen die durchschnittlichen Tiefsttemperaturen nachts bei 5,3 °C.

## Sehenswürdigkeiten
- In Richmond gibt es einige historische Gebäude, die besichtigt werden können, darunter das presbyterianische Pfarrhaus aus dem Jahr 1882. Heute beherbergt das Gebäude das Richmond Museum, in dem die Geschichte der weißen Siedler und des Volks der Bhaca dargestellt wird.[4]
- In der Nähe der Stadt befindet sich das Highover Nature Reserve, ein privater Naturpark.